# Tripteroides
Tripteroides är ett släkte av tvåvingar. Tripteroides ingår i familjen stickmyggor.

## Dottertaxa tillTripteroides, i alfabetisk ordning[1]
- Tripteroides adentata
- Tripteroides aeneus
- Tripteroides affinis
- Tripteroides alboscutellatus
- Tripteroides altivallis
- Tripteroides antennalis
- Tripteroides apicotriangulatus
- Tripteroides apoensis
- Tripteroides aranoides
- Tripteroides argenteiventris
- Tripteroides atripes
- Tripteroides bambusa
- Tripteroides barraudi
- Tripteroides belkini
- Tripteroides bimaculipes
- Tripteroides binotatus
- Tripteroides bisquamamtus
- Tripteroides bonneti
- Tripteroides brevipalpis
- Tripteroides brevirhynchus
- Tripteroides caeruleocephalus
- Tripteroides caledonicus
- Tripteroides ceylonensis
- Tripteroides cheni
- Tripteroides christophersi
- Tripteroides claggi
- Tripteroides coheni
- Tripteroides collessi
- Tripteroides concinnus
- Tripteroides confusus
- Tripteroides coonorensis
- Tripteroides cuttsi
- Tripteroides delpilari
- Tripteroides denticulatus
- Tripteroides digoelensis
- Tripteroides distigma
- Tripteroides dofleini
- Tripteroides dyari
- Tripteroides dyi
- Tripteroides edwardsi
- Tripteroides elegans
- Tripteroides erlindae
- Tripteroides escodae
- Tripteroides exnebulis
- Tripteroides felicitatis
- Tripteroides filipes
- Tripteroides flabelliger
- Tripteroides floridensis
- Tripteroides folicola
- Tripteroides fuliginosus
- Tripteroides fuscipleura
- Tripteroides hoogstraali
- Tripteroides hybridus
- Tripteroides indeterminatus
- Tripteroides indicus
- Tripteroides intermediatus
- Tripteroides kingi
- Tripteroides knighti
- Tripteroides laffooni
- Tripteroides latispinus
- Tripteroides latisquama
- Tripteroides leei
- Tripteroides lipovskyi
- Tripteroides littlechildi
- Tripteroides longipalpatus
- Tripteroides longipalpis
- Tripteroides longisiphonus
- Tripteroides lorengaui
- Tripteroides mabinii
- Tripteroides magnesianus
- Tripteroides malayi
- Tripteroides malvari
- Tripteroides marksae
- Tripteroides mathesoni
- Tripteroides mattinglyi
- Tripteroides melanesiensis
- Tripteroides mendacis
- Tripteroides microcala
- Tripteroides microlepis
- Tripteroides monetifer
- Tripteroides nepenthicola
- Tripteroides nepenthis
- Tripteroides nepenthisimilis
- Tripteroides nissanensis
- Tripteroides nitidoventer
- Tripteroides novohanoverae
- Tripteroides obscurus
- Tripteroides pallidothorax
- Tripteroides pallidus
- Tripteroides perplexus
- Tripteroides pilosus
- Tripteroides plumiger
- Tripteroides plumosus
- Tripteroides powelli
- Tripteroides proximus
- Tripteroides punctolateralis
- Tripteroides purpuratus
- Tripteroides quasiornatus
- Tripteroides reiseni
- Tripteroides riverai
- Tripteroides rotumanus
- Tripteroides roxasi
- Tripteroides rozeboomi
- Tripteroides serratus
- Tripteroides similis
- Tripteroides simplex
- Tripteroides simulatus
- Tripteroides solomonis
- Tripteroides splendens
- Tripteroides standfasti
- Tripteroides stonei
- Tripteroides subnudipennis
- Tripteroides sullivanae
- Tripteroides sylvestris
- Tripteroides tarsalis
- Tripteroides tasmaniensis
- Tripteroides tenax
- Tripteroides tityae
- Tripteroides toffaletii
- Tripteroides torokinae
- Tripteroides uichancoi
- Tripteroides vanleeuweni
- Tripteroides werneri
- Tripteroides vicinus
- Tripteroides yaeyamensis